# Nicolás Barrientos
Nicolás Barrientos (ur. 24 kwietnia 1987 w Cali) – kolumbijski tenisista, reprezentant kraju w Pucharze Davisa.

## Kariera tenisowa
Karierę zawodową rozpoczął w 2009 roku.
W grze podwójnej zwycięzca dwóch turniejów rangi ATP Tour z sześciu osiągniętych finałów.
Od marca 2022 roku reprezentant Kolumbii w Pucharze Davisa.
W rankingu gry pojedynczej Barrientos najwyżej był na 237. miejscu (21 września 2015), a w klasyfikacji gry podwójnej na 47. pozycji (22 kwietnia 2024).
Barrientos jest medalistą igrzysk Ameryki Środkowej i Karaibów, igrzysk panamerykańskich oraz igrzysk Ameryki Południowej.

### Finały w turniejach ATP World Tour
| Legenda                                      |
| -------------------------------------------- |
| Wielki Szlem                                 |
| Igrzyska olimpijskie                         |
| Tennis Masters Cup / ATP Finals              |
| ATP Masters Series / ATP Tour Masters 1000   |
| ATP International Series Gold / ATP Tour 500 |
| ATP International Series / ATP Tour 250      |

#### Gra podwójna (2–4)
| Końcowy wynik | Nr | Data                 | Turniej        | Nawierzchnia  | Partner                     | Przeciwnicy                             | Wynik finału         |
| ------------- | -- | -------------------- | -------------- | ------------- | --------------------------- | --------------------------------------- | -------------------- |
| Finalista     | 1. | 20 lipca 2014        | Bogota         | Twarda        | Juan Sebastián Cabal        | Sam Groth Chris Guccione                | 6:7(5), 7:6(3), 9–11 |
| Finalista     | 2. | 2 października 2022  | Seul           | Twarda        | Miguel Ángel Reyes-Varela   | Raven Klaasen Nathaniel Lammons         | 1:6, 5:7             |
| Finalista     | 3. | 19 lutego 2023       | Buenos Aires   | Ceglana       | Ariel Behar                 | Simone Bolelli Fabio Fognini            | 2:6, 4:6             |
| Zwycięzca     | 1. | 25 lutego 2024       | Rio de Janeiro | Ceglana       | Rafael Matos                | Alexander Erler Lucas Miedler           | 6:4, 6:3             |
| Finalista     | 4. | 21 października 2024 | Ałmaty         | Twarda (hala) | Skander Mansouri            | Rithvik Choudary Bollipalli Arjun Kadhe | 6:3, 6:7(3), 12–14   |
| Zwycięzca     | 2. | 2 marca 2025         | Santiago       | Ceglana       | Rithvik Choudary Bollipalli | Máximo González Andrés Molteni          | 6:3, 6:2             |